# Enoplotrupes splendens
Enoplotrupes splendens là một loài bọ cánh cứng trong họ Geotrupidae. Loài này được Jordan & Rothschild miêu tả khoa học năm 1893.